# 艾因拜爾達
36°39′N 7°35′E / 36.650°N 7.583°E

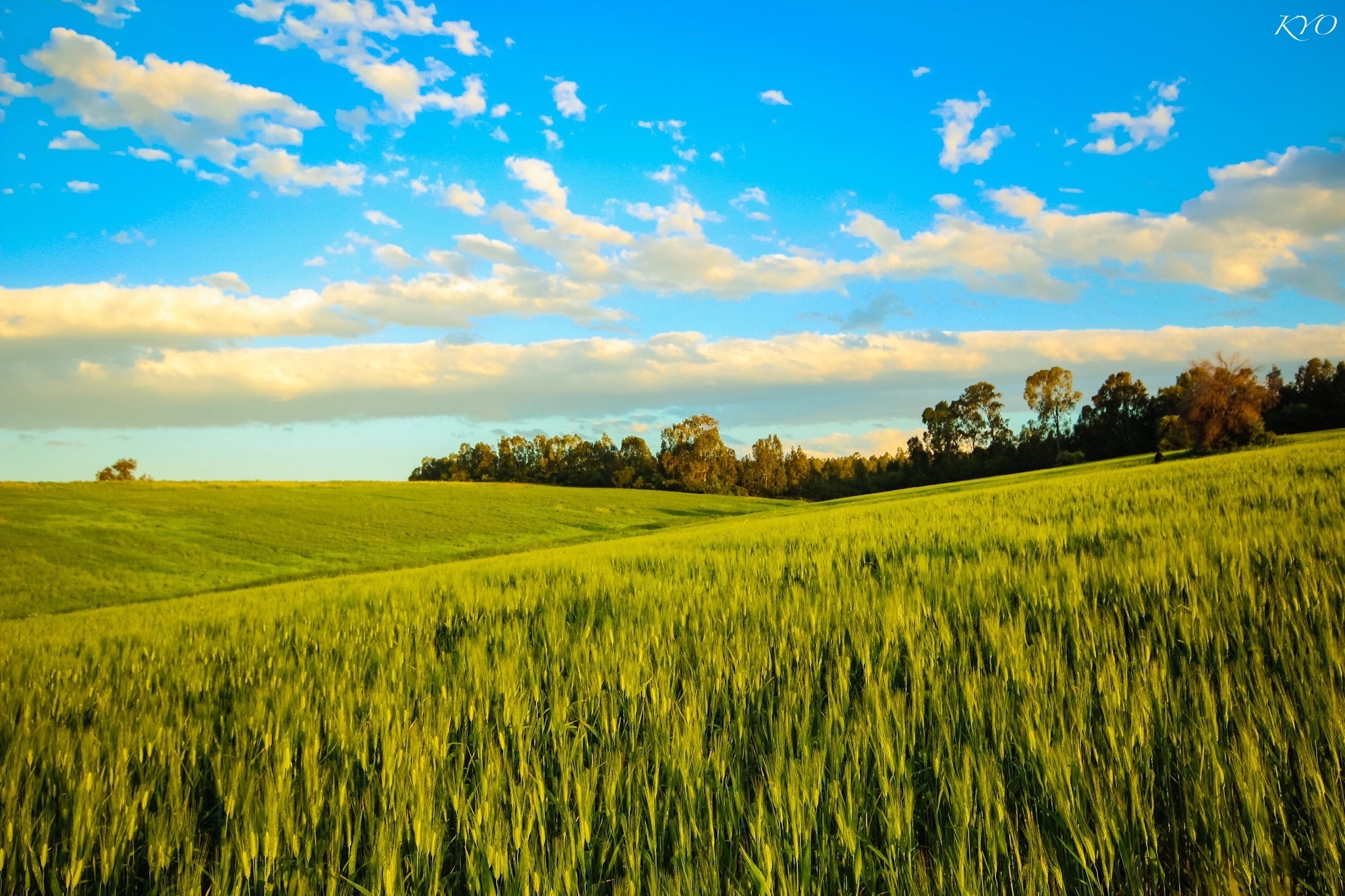
艾因拜爾達

艾因拜爾達（阿拉伯语：‎），是阿爾及利亞的城鎮，位於該國東北部安納巴省，由艾因拜爾達區負責管轄，面積137平方公里，2008年人口20,611，人口密度每平方公里151人。